# شلیاخوو
شلیاخوو (انگلیسی: Shlyakhovo) یک شهرک در بخش کوروچانسکی استان بلگورود کشور روسیه است.